# Bailaría sobre el fuego
"Bailaría sobre el fuego" es una canción de la cantautora española Belinda, perteneciente a su cuarto álbum de estudio Catarsis, el cual fue lanzado el 2 de julio de 2013.

## Información
La canción fue compuesta por Belinda, José Ignacio Peregrín (padre de la cantante), Gavriel Aminov y Lavi Hoss, y producida por Aminov bajo el nombre de "Vein" y Hoss con el nombre artístico de "Lavi Beats".

"Tengo una canción que es bastante espiritual, se llama “Bailaría sobre el fuego”, habla sobre el fuego, el agua, la tierra… los elementos naturales."
Belinda

El 10 de junio de 2013 se lanzó la versión balada de la canción en iTunes y otras tiendas como parte de la promoción del álbum Catarsis, previo a su lanzamiento oficial.

### Versiones oficiales
La canción cuenta con 3 versiones oficiales, 2 en español y 1 una en inglés, siendo esta última una pista adicional y contando con la participación del productor/cantante Vein:
- Bailaría sobre el fuego (versión dubstep)
- Bailaría sobre el fuego (balada)
- After We Make Love (con Vein)

## Lista de canciones
| Descarga digital |                                    |          |  |
| N.º              | Título                             | Duración |  |
| 1.               | «Bailaría sobre el fuego» (Balada) | 4:11     |  |